# 安生健
安生 健（やすお けん、1951年3月23日 - ）は、日本の言語系自然科学教育者。
自然科学や身近な事柄を10か国語もの言語や古典からの視点を通して捉える教育方法を提唱し、講師として日々生徒に教授している。また、数多くの著書を出版し、現代における訳語の誤りについて批判している。
なお、東京大学の研究室において、科学演劇家／教育者の和田重雄氏の後輩に当たり、現在巣鴨中学校・高等学校においても同僚関係にある。

## 略歴
- 1969年：東京都立足立高等学校卒業。
- 1970年：東京芸術大学音楽学部楽理科 入学。
- 1971年：スイス連邦バーゼル州立青少年音楽学校 入学。
- 1972年：同学校、ギター科教諭に就任。
- 1974年：東京芸術大学音楽学部楽理科 再入学。
- 1978年：東京芸術大学音楽学部楽理科 卒業。芸術学士及び音楽科教職免状 取得。
- 1985年：東京大学教養学部 入学。
- 1989年：東京大学教養学部 卒業。教養学士及び数学科/理科教職免状 取得。
- 1989年：淑徳巣鴨中学校・高等学校数学科非常勤講師。巣鴨中学校・高等学校理科非常勤講師。東京大学教養学部生物科奥野研究室及び、文部省宇宙科学研究所 宇宙生物学山下研究室 所属。
- 1990年：河合塾数学科非常勤講師。
- 1991年：淑徳巣鴨中学校・高等学校音楽科臨時非常勤講師
- 1992年：巣鴨中学校・高等学校専任教諭(生物/地学)。

## 教育的活動

### 言語学に基づく教育法
ラテン語・ギリシア語・古典ギリシア語・ドイツ語・古典ドイツ語・英語・フランス語・デンマーク語・ロシア語など、10か国語に精通しており、言語学に基づく教育法を提唱し、自身の講義の中で日々生かしている。
主に自然科学では、地学や生物に関する外来語を一つ一つ丁寧に由来をたどり、真の意味での理解につなげようと尽力している。

### 訳語校訂
各出版社が出している外国著者の翻訳本について、的確なクレームを手紙で届け、多くの訳本が校訂・出版されている。後述の著作書を参照。

## 著作
- 「音色の二律背反」(中部日本ギター教会会報）スペイン語
- 「恐竜と絶滅した生き物」(世界文化社）
- 「こども恐竜新聞」(世界文化社）
- 「親と子の行動図鑑 恐竜の探検館」(世界文化社）
- 「アインシュタインとヴァイオリン ~音楽のなかの科学~」（ヤマハミュージックエンタテインメントHD）
- 「1冊でわかるポケット教養シリーズ 数字と科学から読む音楽」（ヤマハミュージックエンタテインメントHD）

## 私家本
- 「数学用語和英辞典」
- 「地質時代名称徹底追及事典」
- 「絶滅雑種の研究」(原作：グレゴール・ヨハン・メンデル・ドイツ）
- 「フーガの歴史」(原作：M.V.Bllattau・ドイツ）
- 「パタゴニアの恐龍」(原作：R.A.Coria・スペイン）
- 「奥の細道」(原作：松尾芭蕉・デンマーク語へ）